# Championnat de Gibraltar de football 2021-2022
Navigation
Saison 2020-2021 Saison 2022-2023
La saison 2021-2022 de la National League est la cent-dix-neuvième édition de la première division gibraltarienne. Organisée par la Gibraltar Football Association, elle démarre le 16 octobre 2021. L'intégralité des matchs se déroulent au Victoria Stadium.
En fin de saison, le premier au classement est sacré champion de Gibraltar et se qualifie pour le premier tour de qualification de la Ligue des champions 2022-2023 tandis que les deuxième et troisième du championnat et le vainqueur de la Coupe de Gibraltar 2021-2022 se qualifient pour le premier tour de qualification de la Ligue Europa Conférence 2022-2023, la place de la Coupe pouvant être reversée à la quatrième place si le vainqueur s'est déjà qualifié pour une compétition européenne d'une autre manière. Aucune équipe n'est reléguée au terme de l'exercice.
Le Lincoln Red Imps remporte son 26e titre lors de la 18e journée.

## Équipes participantes
Un total de onze équipes prennent part à la compétition, les mêmes présentes lors la saison précédente.
En plus de sa participation au championnat, le Lincoln Red Imps prend également part à la Ligue des champions 2021-2022 tandis que l'Europa FC, Saint Joseph's FC et Mons Calpe SC participent quant à eux à la Ligue Europa Conférence 2021-2022.
Légende des couleurs
- Premier tour de qualification de la Ligue des champions 2021-2022
- Premier tour de qualification de la Ligue Europa Conférence 2021-2022

| Club              | Classement 2020-2021 |
| ----------------- | -------------------- |
| Lincoln Red Imps  | 1er                  |
| Europa FC         | 2e                   |
| Saint Joseph's FC | 3e                   |
| Mons Calpe SC     | 4e                   |
| Lynx FC           | 5e                   |
| Lions Gibraltar   | 6e                   |
| Bruno's Magpies   | 7e                   |
| Glacis United     | 8e                   |
| Manchester 62     | 9e                   |
| College 1975      | 10e                  |
| Europa Point      | 11e                  |

## Compétition

### Format et règlement
Onze équipes prennent part à la compétition. Dans un premier temps, chacune d'entre elles s'affronte une fois pour un total de dix  matchs disputés pour chacune. Au terme de cette première phase, le championnat est divisé en deux groupes réunissant pour l'un les six premiers, afin de déterminer le vainqueur de la compétition et les qualifications en coupe d'Europe, et pour l'autre les six derniers servant à désigner le vainqueur du Challenge Trophy tandis que les deux premiers de la poule sont exemptés d'un tour dans la coupe nationale pour la saison suivante. Les statistiques de la première phase sont conservées lors de la deuxième et les équipes s'affrontent cette fois à deux reprises, pour un total cumulé de 22 matchs joués pour chacune à la fin de la saison.
Le premier au classement à l'issue de la saison est désigné champion de Gibraltar et se qualifie pour la Supercoupe, où il affronte soit le vainqueur de la Coupe de Gibraltar, soit son dauphin en championnat s'il a également remporté la coupe. Du fait de l'inexistence d'une deuxième division, aucune équipe n'est reléguée au terme de la saison.
Tous les matchs sont joués au Victoria Stadium de Gibraltar. Une victoire rapporte trois points, un match nul un point tandis qu'une défaite n'en apporte aucun. Les critères de départage des équipes sont d'abord le nombre de points inscrits, suivi des résultats lors des confrontations directes entre les équipes à égalité.
Le vainqueur du championnat obtient également une place pour le premier tour de qualification de la Ligue des champions 2022-2023, tandis que son dauphin et le troisième sont qualifiés pour le premier tour de qualification de la Ligue Europa Conférence 2022-2023, accompagné soit du vainqueur de la Coupe soit du quatrième en championnat si celui-ci s'est déjà qualifié pour une compétition européenne d'une autre façon.

### Première phase
| \| Rang \| Équipe \| Pts \| J \| G \| N \| P \| Bp \| Bc \| Diff \| \| ---- \| ----------------- \| --- \| -- \| -- \| - \| - \| -- \| -- \| ---- \| \| 1 \| Lincoln Red Imps \| 30 \| 10 \| 10 \| 0 \| 0 \| 40 \| 5 \| +35 \| \| 2 \| Europa FC \| 27 \| 10 \| 9 \| 0 \| 1 \| 36 \| 7 \| +29 \| \| 3 \| Saint Joseph's FC \| 22 \| 10 \| 7 \| 1 \| 2 \| 25 \| 9 \| +16 \| \| 4 \| Glacis United \| 19 \| 10 \| 6 \| 1 \| 3 \| 26 \| 14 \| +12 \| \| 5 \| Mons Calpe SC \| 16 \| 10 \| 5 \| 1 \| 4 \| 25 \| 13 \| +12 \| \| 6 \| Bruno's Magpies \| 14 \| 10 \| 4 \| 2 \| 4 \| 18 \| 15 \| +3 \| \| 7 \| Manchester 62 \| 13 \| 10 \| 4 \| 1 \| 5 \| 11 \| 21 \| -10 \| \| 8 \| Lynx FC \| 10 \| 10 \| 3 \| 1 \| 6 \| 15 \| 25 \| -10 \| \| 9 \| College 1975 \| 6 \| 10 \| 2 \| 0 \| 8 \| 5 \| 21 \| -16 \| \| 10 \| Europa Point \| 3 \| 10 \| 1 \| 0 \| 9 \| 8 \| 49 \| -41 \| \| 11 \| Lions Gibraltar \| 1 \| 10 \| 0 \| 1 \| 9 \| 6 \| 36 \| -30 \| | Qualifications - 1er à 6e : Groupe pour le titre - 7e à 11e : Groupe Challenge |     |    |    |   |   |    |    |      |
| Rang | Équipe                                                                         | Pts | J  | G  | N | P | Bp | Bc | Diff |
| 1 | Lincoln Red Imps                                                               | 30  | 10 | 10 | 0 | 0 | 40 | 5  | +35  |
| 2 | Europa FC                                                                      | 27  | 10 | 9  | 0 | 1 | 36 | 7  | +29  |
| 3 | Saint Joseph's FC                                                              | 22  | 10 | 7  | 1 | 2 | 25 | 9  | +16  |
| 4 | Glacis United                                                                  | 19  | 10 | 6  | 1 | 3 | 26 | 14 | +12  |
| 5 | Mons Calpe SC                                                                  | 16  | 10 | 5  | 1 | 4 | 25 | 13 | +12  |
| 6 | Bruno's Magpies                                                                | 14  | 10 | 4  | 2 | 4 | 18 | 15 | +3   |
| 7 | Manchester 62                                                                  | 13  | 10 | 4  | 1 | 5 | 11 | 21 | -10  |
| 8 | Lynx FC                                                                        | 10  | 10 | 3  | 1 | 6 | 15 | 25 | -10  |
| 9 | College 1975                                                                   | 6   | 10 | 2  | 0 | 8 | 5  | 21 | -16  |
| 10 | Europa Point                                                                   | 3   | 10 | 1  | 0 | 9 | 8  | 49 | -41  |
| 11 | Lions Gibraltar                                                                | 1   | 10 | 0  | 1 | 9 | 6  | 36 | -30  |

| Résultats (▼dom., ►ext.)                                   | BRU | COL | EFC | EUR | GLA | LRI | LIO | LYN | MAN | MON  | STJ |
| Bruno's Magpies                                            |     |     |     | 5-0 | 2-3 |     |     | 0-1 | 4-0 |      | 0-0 |
| College 1975                                               | 0-2 |     |     | 2-1 | 0-2 |     |     | 0-2 |     |      | 0-3 |
| Europa FC                                                  | 3-1 | 2-0 |     |     | 2-1 |     |     | 4-0 |     | 0-10 | 4-1 |
| Europa Point                                               |     |     | 0-6 |     |     | 1-5 | 3-2 |     | 1-2 |      |     |
| Glacis United                                              |     |     |     | 5-0 |     | 2-4 |     | 3-1 | 1-1 | 1-0  |     |
| Lincoln Red Imps                                           | 5-0 | 4-0 | 3-1 |     |     |     | 1-0 |     |     | 3-0  |     |
| Lions Gibraltar                                            | 2-3 | 0-3 | 0-9 |     | 0-7 |     |     |     |     |      | 1-2 |
| Lynx FC                                                    |     |     |     | 6-2 |     | 1-7 | 0-0 |     | 1-2 | 2-3  |     |
| Manchester 62                                              |     | 2-0 | 0-2 |     |     | 0-7 | 3-0 |     |     | 0-2  |     |
| Mons Calpe SC                                              | 1-1 | 3-0 | 1-3 |     |     |     | 5-1 |     |     |      | 0-2 |
| Saint Joseph's FC                                          |     |     |     | 6-0 | 4-1 | 0-1 |     | 4-1 | 3-1 |      |     |
| - Victoire à domicile - Match nul - Victoire à l'extérieur |     |     |     |     |     |     |     |     |     |      |     |

### Deuxième phase

#### Groupe pour le titre
| \| Rang \| Équipe \| Pts \| J \| G \| N \| P \| Bp \| Bc \| Diff \| \| ---- \| ------------------ \| --- \| -- \| -- \| - \| -- \| -- \| -- \| ---- \| \| 1 \| Lincoln Red Imps C \| 58 \| 20 \| 19 \| 1 \| 0 \| 65 \| 17 \| +48 \| \| 2 \| Europa FC \| 47 \| 20 \| 15 \| 2 \| 3 \| 57 \| 21 \| +36 \| \| 3 \| Saint Joseph's FC \| 35 \| 20 \| 11 \| 2 \| 7 \| 45 \| 27 \| +18 \| \| 4 \| Bruno's Magpies \| 33 \| 20 \| 10 \| 3 \| 7 \| 36 \| 25 \| +11 \| \| 5 \| Glacis United \| 22 \| 20 \| 7 \| 1 \| 12 \| 32 \| 36 \| -4 \| \| 6 \| Mons Calpe SC \| 20 \| 20 \| 6 \| 2 \| 12 \| 34 \| 36 \| -2 \| | Qualifications européennes - 1er : Premier tour de qualification de la Ligue des champions 2022-2023 - 2e, 3e et 4e : Premier tour de qualification de la Ligue Europa Conférence 2022-2023 |     |    |    |   |    |    |    |      |
| Rang | Équipe | Pts | J  | G  | N | P  | Bp | Bc | Diff |
| 1 | Lincoln Red Imps C | 58  | 20 | 19 | 1 | 0  | 65 | 17 | +48  |
| 2 | Europa FC | 47  | 20 | 15 | 2 | 3  | 57 | 21 | +36  |
| 3 | Saint Joseph's FC | 35  | 20 | 11 | 2 | 7  | 45 | 27 | +18  |
| 4 | Bruno's Magpies | 33  | 20 | 10 | 3 | 7  | 36 | 25 | +11  |
| 5 | Glacis United | 22  | 20 | 7  | 1 | 12 | 32 | 36 | -4   |
| 6 | Mons Calpe SC | 20  | 20 | 6  | 2 | 12 | 34 | 36 | -2   |

| Résultats (▼dom., ►ext.)                                   | BRU | EFC | GLA | LRI | MON | STJ |
| Bruno's Magpies                                            |     | 1-1 | 3-0 | 2-4 | 1-0 | 1-0 |
| Europa FC                                                  | 3-1 |     | 1-0 | 0-2 | 3-2 | 2-3 |
| Glacis United                                              | 0-3 | 1-2 |     | 1-3 | 1-0 | 2-5 |
| Lincoln Red Imps                                           | 1-0 | 3-3 | 1-0 |     | 4-2 | 3-2 |
| Mons Calpe SC                                              | 0-3 | 0-4 | 2-0 | 1-2 |     | 1-4 |
| Saint Joseph's FC                                          | 1-3 | 1-2 | 2-1 | 1-2 | 1-1 |     |
| - Victoire à domicile - Match nul - Victoire à l'extérieur |     |     |     |     |     |     |

#### Groupe Challenge
| \| Rang \| Équipe \| Pts \| J \| G \| N \| P \| Bp \| Bc \| Diff \| \| ---- \| --------------- \| --- \| -- \| - \| - \| -- \| -- \| -- \| ---- \| \| 7 \| Manchester 62 \| 26 \| 18 \| 7 \| 5 \| 6 \| 25 \| 28 \| -3 \| \| 8 \| College 1975 \| 19 \| 18 \| 6 \| 2 \| 10 \| 17 \| 28 \| -11 \| \| 9 \| Lynx FC \| 19 \| 18 \| 6 \| 1 \| 11 \| 25 \| 38 \| -13 \| \| 10 \| Europa Point \| 14 \| 18 \| 4 \| 2 \| 11 \| 17 \| 65 \| -48 \| \| 11 \| Lions Gibraltar \| 8 \| 18 \| 1 \| 5 \| 12 \| 13 \| 45 \| -32 \| | - 7e : Vainqueur du Challenge Trophy |     |    |   |   |    |    |    |      |
| Rang | Équipe                               | Pts | J  | G | N | P  | Bp | Bc | Diff |
| 7 | Manchester 62                        | 26  | 18 | 7 | 5 | 6  | 25 | 28 | -3   |
| 8 | College 1975                         | 19  | 18 | 6 | 2 | 10 | 17 | 28 | -11  |
| 9 | Lynx FC                              | 19  | 18 | 6 | 1 | 11 | 25 | 38 | -13  |
| 10 | Europa Point                         | 14  | 18 | 4 | 2 | 11 | 17 | 65 | -48  |
| 11 | Lions Gibraltar                      | 8   | 18 | 1 | 5 | 12 | 13 | 45 | -32  |

| Résultats (▼dom., ►ext.)                                   | COL | EUR | LIO | LYN | MAN |
| College 1975                                               |     | 5-1 | 1-0 | 1-0 | 1-1 |
| Europa Point                                               | 2-1 |     | 1-1 | 0-3 | 0-4 |
| Lions Gibraltar                                            | 1-1 | 0-1 |     | 4-2 | 0-0 |
| Lynx FC                                                    | 0-2 | 0-2 | 2-0 |     | 1-4 |
| Manchester 62                                              | 2-0 | 2-2 | 1-1 | 0-2 |     |
| - Victoire à domicile - Match nul - Victoire à l'extérieur |     |     |     |     |     |